# عبد المنعم بن يحيى بن خلف بن الخلوف الغرناطي
عبد المنعم بن يحيى بن خلف بن الخلوف الغرناطي، أبو الطيب.
وتتمحور أهمية هذا العلم في كونه ينحدر من أسرة علمية، فقد قال الذهبي عن والده: «يحيى بن خلف بن النفيس أبو بكر، المعروف بابن الخلوف، الغرناطي، المقرئ، الأستاذ».
وثناء العلماء والمؤرخين عليه وعلى حفظه وعلمه ومعرفته باللغة العربية.
وتتلمذه على يد عدد من كبار علماء عصره مثل: القاضي عياض اليحصبي، ووالده يحيى بن خلف الغرناطي.
وقد ارتحل لفاس وتتلمذ على يد من علماءها ثم رحل إلى المشرق وحج، وتتلمذ على يد عدد من العلماء في المشرق واستقر أخيراً في الإسكندرية، وقد وصف محمد بن مخلوف رحلته فقال: «ونزل فاساً وأدّب فيها القرآن وأخذ الناس عنه ثم حج وتجول في بلاد المشرق واستوطن الإسكندرية وحدث بها روى عنه جلة منهم أبو الحسن المقدسي وقرأ عليه أبو القاسم بن عيسى وغيره».
قال ابن الجزري: «توفي في ربيع الأول سنة ست وثمانين وخمسمائة».
|}

## اسمه ونسبه
عبد المنعم بن يحيى بن خلف بن الخلوف الغرناطي، أبو الطيب.

## نشأته العلمية
ارتحل لفاس وتتلمذ على يد من علماءها ثم رحل إلى المشرق وحج، وتتلمذ على يد عدد من العلماء في المشرق واستقر أخيراً في الإسكندرية، وقد وصف محمد بن مخلوف رحلته فقال: «ونزل فاساً وأدّب فيها القرآن وأخذ الناس عنه ثم حج وتجول في بلاد المشرق واستوطن الإسكندرية وحدث بها روى عنه جلة منهم أبو الحسن المقدسي وقرأ عليه أبو القاسم بن عيسى وغيره».
وقال الذهبي: «ونزل مراكش مدة، فأدب بالقرآن زمانا وأقرأ القراءات».

## فضله ومكانته
1/ قال ابن الجزري: «يعرف بابن الخلوف إمام في القراءة قيم بها كامل مجود، أخذ القراءات عن والده».
2/ قال أبو عبد الله الأنصاري: «غرناطي سكن الجزيرة الخضراء ثم مراكش ثم الإسكندرية...وكان عارفاً بالقراءات ذاكراً لها ذا حظ من العربية».
3/ قال الذهبي: «الإمام المقرئ أبو الطيب عبد المنعم بن يحيى بن خلف الحميري الغرناطي المعروف بابن الخلوف».
4/ قال أبو عبد الله الأبار: «أخذ عنه ولم يكن بالضابط لأسماء شيوخه مع رداءة خطه. وكان له حظ من العربية. ثم إنه حج وتجول في بلاد المشرق، وسكن الإسكندرية وحدث بها، وأقرأ القراءات، وسمع فيها هناك الموطأ».

## شيوخه
1/ والده يحيى بن خلف.
2/ أبو القاسم بن الفرس.
3/ ابن هذيل.
4/ ابن العربي.
5/ أبي الحسن بن موهب.
6/ القاضي عياض وجماعة.
7/ أبو الحسن المقدسي.
  8/ أبو عبد الله النوالشي.
9/ أبو الحسن بن ثابت الخطيب.
10/ أبو داود سليمان بن يحيى الصغير.
11/ أبو العباس المسيلي.
12/ عبد الرحيم بن قاسم الحجاري.

## تلاميذه
1/ أبو عمرو عثمان بن الجميل.
2/ يوسف بن أحمد البهراني.
3/ أبو الحسن بن خيرة.
4/ ابن المفضل.

## وفاته
قال ابن الجزري: «توفي في ربيع الأول سنة ست وثمانين وخمسمائة». 

## أهمية العلم
1/ كون عبد المنعم من أسرة علمية، فقد قال الذهبي عن والده: «يحيى بن خلف بن النفيس أبو بكر، المعروف بابن الخلوف، الغرناطي، المقرئ، الأستاذ». 
2/ ثناء العلماء والمؤرخين عليه وعلى حفظه وعلمه ومعرفته باللغة العربية.
3/ تتلمذه على يد عدد من كبار علماء عصره مثل: القاضي عياض اليحصبي، ووالده يحيى بن خلف الغرناطي.